# Чемпіонат світу з футболу 2022 (група E)
Ігри в групі E Чемпіонату світу 2022 відбулись з 23 листопада по 1 грудня 2022. За результатами, дві кращі команди пройшли далі до 1/8 фіналу.

## Учасники
| Позиція за жеребкуванням | Команда    | Кошик | Конфедерація | Кваліфікувалися як                    | Дата кваліфікації | Участь у турнірі | Остання участь | Найкращий результат                | Рейтинг ФІФА  | Рейтинг ФІФА |
| Позиція за жеребкуванням | Команда    | Кошик | Конфедерація | Кваліфікувалися як                    | Дата кваліфікації | Участь у турнірі | Остання участь | Найкращий результат                | Березень 2022 | Серпень 2022 |
| ------------------------ | ---------- | ----- | ------------ | ------------------------------------- | ----------------- | ---------------- | -------------- | ---------------------------------- | ------------- | ------------ |
| E1                       | Іспанія    | 1     | УЄФА         | Переможець групи B УЄФА               | 14 листопада 2021 | 16-а             | 2018           | Переможці (2010)                   | 23            |              |
| E2                       | Коста-Рика | 4     | КОНКАКАФ     | Переможець плей-оф КОНКАКАФ-ОФК       | 14 червня 2022    | 6-а              | 2018           | 1/4 фіналу (2014)                  | 31            |              |
| E3                       | Німеччина  | 2     | УЄФА         | Переможець групи J УЄФА               | 11 жовтня 2021    | 20-а             | 2018           | Переможці (1954, 1974, 1990, 2014) | 12            |              |
| E4                       | Японія     | 3     | АФК          | 2-е місце групи B третього раунду АФК | 24 березня 2022   | 7-а              | 2018           | 1/8 фіналу (2002, 2010, 2018)      | 23            |              |

Примітки
1. ↑  Рейтинг за березень 2022 було використано для жеребкування групового етапу.

## Таблиця
| Поз | Команда        | І | В | Н | П | ГЗ | ГП | РГ | О | Кваліфікація     |
| --- | -------------- | - | - | - | - | -- | -- | -- | - | ---------------- |
| 1   | Японія (Q)     | 3 | 2 | 0 | 1 | 4  | 3  | +1 | 6 | Вихід до плей-оф |
| 2   | Іспанія (Q)    | 3 | 1 | 1 | 1 | 9  | 3  | +6 | 4 | Вихід до плей-оф |
| 3   | Німеччина (E)  | 3 | 1 | 1 | 1 | 6  | 5  | +1 | 4 |                  |
| 4   | Коста-Рика (E) | 3 | 1 | 0 | 2 | 3  | 11 | −8 | 3 |                  |

В 1/8 фіналу:
- 1-е місце групи E зустрінеться з 2-м місцем групи F
- 2-е місце групи E зустрінеться з 1-м місцем групи F

## Матчі
Час вказано у місцевому часовому поясі, AST (UTC+3).

### Німеччина — Японія
Дві команди зустрічалися між собою двічі, востаннє у товариському матчі 2006 року, який завершився внічию 2:2.
На 33-й хвилині головний арбітр призначив пенальті у ворота Японії за фол проти захисника німців Давіда Раума. Ілкай Гюндоган реалізував пенальті ударом по центру. На 75-й хвилині рахунок став 1:1. Ріцу Доан опинився на добиванні, після відбитого удару з гострого кута Такумі Мінаміно. Японія вийшла вперед через вісім хвилин, коли Такума Асано отримав м'яч на правому фланзі, вбіг у штрафний майданчик і пробив під поперечину. В результаті Німеччина вдруге поспіль програла свій матч-відкриття Чемпіонату світу після поразки 1:0 від Мексики у 2018 році. Цей матч також ознаменував повернення Маріо Гетце до лав збірної, оскільки після того, як він забив вирішальний гол у додатковий час у фіналі ЧС-2014 проти Аргентини (пропустив ЧС-2018 через фізичні проблеми), вийшовши на заміну на 79-й хвилині.
| 23 листопада 2022 15:00 |

| Німеччина             | 1 – 2    | Японія                 |
| --------------------- | -------- | ---------------------- |
| - Гюндоган 33' (пен.) | Протокол | - Доан 75' - Асано 83' |

| Халіфа, Ер-Раян Глядачів: 42 608 Арбітр: Іван Бартон (Сальвадор) |

| Німеччина | Японія |

| ВР              | 1  | Мануель Ноєр     |  |       |
| ЗХ              | 15 | Ніклас Зюле      |  |       |
| ЗХ              | 2  | Антоніо Рюдігер  |  |       |
| ЗХ              | 23 | Ніко Шлоттербек  |  |       |
| ЗХ              | 3  | Давід Раум       |  |       |
| ПЗ              | 6  | Йозуа Кімміх     |  |       |
| ПЗ              | 21 | Ілкай Гюндоган   |  | 67'** |
| НП              | 10 | Серж Гнабрі      |  | 90'   |
| ПЗ              | 13 | Томас Мюллер     |  | 67'*  |
| НП              | 14 | Джамал Мусіала   |  | 79'*  |
| НП              | 7  | Кай Гаверц       |  | 79'** |
| Заміни:         |    |                  |  |       |
| ПЗ              | 8  | Леон Горецка     |  | 67'** |
| НП              | 9  | Ніклас Фюллькруг |  | 79'** |
| ПЗ              | 11 | Маріо Гетце      |  | 79'*  |
| ПЗ              | 18 | Йонас Гофманн    |  | 67'*  |
| НП              | 26 | Юссуфа Мукоко    |  | 90'   |
| Тренер:         |    |                  |  |       |
| Ганс-Дітер Флік |    |                  |  |       |

| ВР              | 12 | Сюїті Гонда      |  |       |
| ЗХ              | 19 | Хірокі Сакаї     |  | 75'   |
| ЗХ              | 4  | Ко Ітакура       |  |       |
| ЗХ              | 22 | Мая Йосіда       |  |       |
| ЗХ              | 5  | Юто Нагатомо     |  | 57'*  |
| ПЗ              | 6  | Ватару Ендо      |  |       |
| ПЗ              | 14 | Дзюня Іто        |  |       |
| НП              | 15 | Дайті Камада     |  |       |
| ПЗ              | 17 | Ао Танака        |  | 71'   |
| НП              | 11 | Такефуса Кубо    |  | 46'   |
| НП              | 25 | Даідзен Маеда    |  | 57'** |
| Заміни:         |    |                  |  |       |
| ПЗ              | 8  | Ріцу Доан        |  | 71'   |
| НП              | 9  | Каору Мітома     |  | 57'*  |
| ПЗ              | 10 | Такумі Мінаміно  |  | 75'   |
| ЗХ              | 16 | Такехіро Томіясу |  | 46'   |
| НП              | 18 | Такума Асано     |  | 57'** |
| Тренер:         |    |                  |  |       |
| Хадзіме Моріясу |    |                  |  |       |

| Найкращий гравець матчу: Сюїті Гонда (Японія) Помічники судді: Девід Моран (Сальвадор) Захері Зігелаар (Суринам) Четвертий суддя: Саїд Мартінез (Гондурас) Резервні помічники рефері: Гелпіс Раймундо Феліз (Домініканська Республіка) Відеоасистент арбітра: Мауро Вільяно (Аргентина) Помічники відеоасистента арбітра: Армандо Вільярреал (Сполучені Штати Америки) Кетрін Несбітт (Сполучені Штати Америки) Фернандо Герреро (Мексика) Черговий помічник відеоасистента арбітра: Махмуд Абуельрегал (Єгипет) |

### Іспанія — Коста-Рика
Іспанці зустрічалися з костариканцями тричі, всі вони були товариськими матчами, останній з яких відбувся на іспанському полі: 5:0 у 2017 році.
Коста-Рика зазнала найбільшої поразки в історії, поряд з іншою поразкою від Мексики 7:0 у 1975 році. Це була найбільша перемога Іспанії на чемпіонаті світу, яка перевершила перемогу над Болгарією 6:1 у 1998 році.
| 23 листопада 2022 18:00 |

| Іспанія                                                                                  | 7 – 0    | Коста-Рика |
| ---------------------------------------------------------------------------------------- | -------- | ---------- |
| - Ольмо 11' - Асенсіо 21' - Торрес 31' (пен.), 54' - Гаві 74' - Солер 90' - Мората 90+2' | Протокол |            |

| Ель-Туммама, Доха Глядачів: 40 013 Арбітр: Мохаммед Абдулла Хассан Мохамед (Об'єднані Арабські Емірати) |

| Іспанія | Коста-Рика |

| ВР          | 23 | Унаї Сімон        |  |       |
| ЗХ          | 2  | Сесар Аспілікуета |  |       |
| ЗХ          | 16 | Родрі             |  |       |
| ЗХ          | 24 | Емерік Лапорт     |  |       |
| ЗХ          | 18 | Жорді Альба       |  | 64'*  |
| ПЗ          | 9  | Гаві              |  |       |
| ПЗ          | 5  | Серхіо Бускетс    |  | 64**' |
| ПЗ          | 26 | Педрі             |  | 57'** |
| НП          | 11 | Ферран Торрес     |  | 57'*  |
| НП          | 10 | Марко Асенсіо     |  | 69'   |
| НП          | 21 | Дані Ольмо        |  |       |
| Заміни:     |    |                   |  |       |
| НП          | 7  | Альваро Мората    |  | 57'*  |
| ПЗ          | 8  | Коке              |  | 64'** |
| НП          | 12 | Ніко Вільямс      |  | 69'   |
| ЗХ          | 14 | Алехандро Бальде  |  | 64'*  |
| ПЗ          | 19 | Карлос Солер      |  | 57'** |
| Тренер:     |    |                   |  |       |
| Луїс Енріке |    |                   |  |       |

| ВР                   | 1  | Кейлор Навас      |       |       |
| ЗХ                   | 16 | Карлос Мартінес   |       | 46'   |
| ЗХ                   | 4  | Кейшер Фуллер     |       |       |
| ЗХ                   | 6  | Оскар Дуарте      |       |       |
| ЗХ                   | 15 | Франсіско Кальво  | 68'   |       |
| ЗХ                   | 8  | Браян Ов'єдо      |       | 82'   |
| ПЗ                   | 12 | Хоель Кемпбелл    | 90+7' |       |
| ПЗ                   | 5  | Селсо Борхес      |       | 72'   |
| ПЗ                   | 17 | Єльцин Техеда     |       |       |
| ПЗ                   | 9  | Джевісон Беннетт  |       | 61'** |
| НП                   | 7  | Ентоні Контрерас  |       | 61'*  |
| Заміни:              |    |                   |       |       |
| НП                   | 10 | Браян Руїс        |       | 61'** |
| ПЗ                   | 20 | Брандон Агілера   |       | 72'   |
| ЗХ                   | 19 | Кендалл Востон    |       | 46'   |
| ЗХ                   | 22 | Рональд Матарріта |       | 82'   |
| НП                   | 26 | Альваро Самора    |       | 61'*  |
| Тренер:              |    |                   |       |       |
| Луїс Фернандо Суарес |    |                   |       |       |

| Найкращий гравець матчу: Гаві (Іспанія) Помічники судді: Мохамед Аль-Хаммаді (Об'єднані Арабські Емірати) Хасан Аль-Махрі (Об'єднані Арабські Емірати) Четвертий суддя: Ма Нін (Китай) Резервні помічники рефері: Ші Сіань (Китай) Відеоасистент арбітра: Абдулла Аль-Маррі (Катар) Помічники відеоасистента арбітра: Мухаммад Такі (Сінгапур) Бруно Пірес (Бразилія) Томаш Квятковський (Польща) Черговий помічник відеоасистента арбітра: Талеб Аль-Маррі (Катар) |

### Японія — Коста-Рика
Японія зустрічалася з Коста-Рикою в чотирьох товариських матчах, вигравши три та зігравши внічию один, причому останнім матчем стала перемога японців з рахунком 3:0 на стадіоні «Panasonic Stadium Suita» 11 вересня 2018 року. Японія домінувала в грі, але Коста-Рика вийшла вперед за дев'ять хвилин до кінця. Кайшер Фуллер забив гол ударом з правого флангу, який був пропущений голкіпером Японії Суїті Гондою.
| 27 листопада 2022 12:00 |

| Японія | 0 – 1    | Коста-Рика   |
| ------ | -------- | ------------ |
|        | Протокол | - Фуллер 81' |

| Ахмед бін Алі, Ер-Раян Глядачів: 41 479 Арбітр: Майкл Олівер (Англія) |

| Японія | Коста-Рика |

| ВР              | 12 | Сюїті Гонда     |       |       |
| ЗХ              | 2  | Мікі Ямане      | 44'   | 62'   |
| ЗХ              | 4  | Ко Ітакура      | 84'   |       |
| ЗХ              | 22 | Мая Йосіда      |       |       |
| ЗХ              | 5  | Юто Нагатомо    |       | 46'*  |
| ПЗ              | 6  | Ватару Ендо     | 90+3' |       |
| ПЗ              | 13 | Хідемаса Моріта |       |       |
| НП              | 8  | Ріцу Доан       |       | 67'   |
| ПЗ              | 15 | Дайті Камада    |       |       |
| НП              | 24 | Юкі Сома        |       | 82'   |
| НП              | 21 | Аясе Уеда       |       | 46'** |
| Заміни:         |    |                 |       |       |
| НП              | 9  | Каору Мітома    |       | 62'   |
| ПЗ              | 10 | Такумі Мінаміно |       | 82'   |
| ПЗ              | 14 | Дзюня Іто       |       | 67'   |
| НП              | 18 | Такума Асано    |       | 46'** |
| ЗХ              | 26 | Хірокі Іто      |       | 46'*  |
| Тренер:         |    |                 |       |       |
| Хадзіме Моріясу |    |                 |       |       |

| ВР                   | 1  | Кейлор Навас     |     |       |
| ЗХ                   | 19 | Кендалл Востон   |     |       |
| ЗХ                   | 6  | Оскар Дуарте     |     |       |
| ЗХ                   | 15 | Франсіско Кальво | 70' |       |
| ЗХ                   | 8  | Браян Ов'єдо     |     |       |
| ЗХ                   | 4  | Кейшер Фуллер    |     |       |
| ПЗ                   | 5  | Селсо Борхес     | 62' | 89'   |
| ПЗ                   | 17 | Єльцин Техеда    |     |       |
| ПЗ                   | 13 | Герсон Торрес    |     | 65'*  |
| НП                   | 12 | Хоель Кемпбелл   |     | 90+5' |
| НП                   | 7  | Ентоні Контрерас | 41' | 65'** |
| Заміни:              |    |                  |     |       |
| ЗХ                   | 2  | Даніель Чакон    |     | 90+5' |
| НП                   | 9  | Джевісон Беннетт |     | 65'** |
| ПЗ                   | 14 | Юстін Салас      |     | 89'   |
| ПЗ                   | 20 | Брандон Агілера  |     | 65'*  |
| Тренер:              |    |                  |     |       |
| Луїс Фернандо Суарес |    |                  |     |       |

| Найкращий гравець матчу: Кейшер Фуллер (Коста-Рика) Помічники судді: Стюарт Барт (Англія) Сімон Беннетт (Англія) Четвертий суддя: Магетт Н'Діає (Сенегал) Резервні помічники рефері: Ель Гаджі Малік Самба (Сенегал) Відеоасистент арбітра: Жером Брізар (Франція) Помічники відеоасистента арбітра: Бенуа Мілло (Франція) Сіріль Грігорі (Франція) Аділь Зурак (Марокко) Черговий помічник відеоасистента арбітра: Ніколя Дано (Франція) |

### Іспанія — Німеччина
Команди зустрічалися чотири рази на чемпіонатах світу: перемога Німеччини на груповому етапі 2:1 у 1966 році, перемога на другому груповому етапі 2:1 у 1982 році, нічия 1:1 у 1994 році та перемога Іспанії у півфіналі 1:0 у 2010 році. Остання їхня зустріч відбулася в Лізі націй УЄФА 2020-21, яку виграла Іспанія з рахунком 6:0.
У першому таймі Дані Олмо завдав удару, який Мануель Ноєр перевів на штангу. На 62-й хвилині Альваро Мората, який вийшов на заміну, вивів Іспанію вперед, переправивши подачу Жорді Альби з лівого флангу у ворота. За сім хвилин до кінця зустрічі Ніклас Фюллькруг, який вийшов на заміну, зрівняв рахунок, пробив правою ногою повз воротаря іспанців Унаї Сімона з правого краю. У доданий час Лерой Сане ледь не виграв матч для Німеччини, але м'яч зрештою був вибитий.
| 27 листопада 2022 21:00 |

| Іспанія      | 1 – 1    | Німеччина       |
| ------------ | -------- | --------------- |
| - Мората 62' | Протокол | - Фюллькруг 83' |

| Ель-Байт, Ель-Хаур Глядачів: 68 895 Арбітр: Данні Маккелі (Нідерланди) |

| Іспанія | Німеччина |

| ВР          | 23 | Унаї Сімон        |     |       |
| ЗХ          | 20 | Данієль Карвахаль |     |       |
| ЗХ          | 16 | Родрі             |     |       |
| ЗХ          | 24 | Емерік Лапорт     |     |       |
| ЗХ          | 18 | Жорді Альба       |     | 82'   |
| ПЗ          | 9  | Гаві              |     | 66'** |
| ПЗ          | 5  | Серхіо Бускетс    | 44' |       |
| ПЗ          | 26 | Педрі             |     |       |
| НП          | 11 | Ферран Торрес     |     | 54'   |
| НП          | 10 | Марко Асенсіо     |     | 66'*  |
| НП          | 21 | Дані Ольмо        |     |       |
| Заміни:     |    |                   |     |       |
| НП          | 7  | Альваро Мората    |     | 54'   |
| ПЗ          | 8  | Коке              |     | 66'*  |
| НП          | 12 | Ніко Вільямс      |     | 66'** |
| ЗХ          | 14 | Алехандро Бальде  |     | 82'   |
| Тренер:     |    |                   |     |       |
| Луїс Енріке |    |                   |     |       |

| ВР              | 1  | Мануель Ноєр      |     |        |
| ЗХ              | 15 | Ніклас Зюле       |     |        |
| ЗХ              | 5  | Тіло Керер        | 37' | 70'**  |
| ЗХ              | 2  | Антоніо Рюдігер   |     |        |
| ЗХ              | 3  | Давід Раум        |     | 87'    |
| ПЗ              | 6  | Йозуа Кімміх      | 60' |        |
| ПЗ              | 21 | Ілкай Гюндоган    |     | 70'*** |
| ПЗ              | 8  | Леон Горецка      | 58' |        |
| НП              | 10 | Серж Гнабрі       |     | 85'    |
| НП              | 13 | Томас Мюллер      |     | 70'*   |
| НП              | 14 | Джамал Мусіала    |     |        |
| Заміни:         |    |                   |     |        |
| НП              | 9  | Ніклас Фюллькруг  |     | 70'*   |
| ЗХ              | 16 | Лукас Клостерманн |     | 70'**  |
| ПЗ              | 18 | Йонас Гофманн     |     | 85'    |
| НП              | 19 | Лерой Сане        |     | 70'*** |
| ЗХ              | 23 | Ніко Шлоттербек   |     | 87'    |
| Тренер:         |    |                   |     |        |
| Ганс-Дітер Флік |    |                   |     |        |

| Найкращий гравець матчу: Альваро Мората (Іспанія) Помічники судді: Гессель Стегстра (Нідерланди) Ян де Вріс (Нідерланди) Четвертий суддя: Іштван Ковач (Румунія) Резервні помічники рефері: Васіле Марінеску (Румунія) Відеоасистент арбітра: Пол ван Букел (Нідерланди) Помічники відеоасистента арбітра: Массіміліано Ірраті (Італія) Талеб Аль-Маррі (Катар) Паоло Валері (Італія) Черговий помічник відеоасистента арбітра: Овідіу Артене (Румунія) |

### Японія — Іспанія
Команди раніше зустрічалися між собою один раз у 2001 році, в товариській грі, в якій Іспанія перемогла 1:0.
У тому матчі японський півзахисник Ао Танака асистував Каору Мітома, який забив спірний другий гол після того, як м'яч, здавалося, вийшов з гри. VAR знадобилося кілька хвилин, щоб підтвердити, що частина м'яча залишилася в полі, що дозволило зарахувати гол. Це рішення виявилося вирішальним у несподіваній перемозі Японії в групі E і виліт Німеччини з турніру, яка посіла третє місце, попри перемогу у два м'ячі над Коста-Рикою. Завдяки цій перемозі Японії вдалося вийти до стадії плей-оф на двох чемпіонатах світу поспіль, що сталося вперше в їхній історії.
| 1 грудня 2022 21:00 |

| Японія                  | 2 – 1    | Іспанія      |
| ----------------------- | -------- | ------------ |
| - Доан 48' - Танака 51' | Протокол | - Мората 12' |

| Халіфа, Ер-Раян Глядачів: 44 851 Арбітр: Віктор Гомес (Південно-Африканська Республіка) |

| Японія | Іспанія |

| ВР              | 12 | Сюїті Гонда      |     |       |
| ЗХ              | 4  | Ко Ітакура       | 39' |       |
| ЗХ              | 22 | Мая Йосіда       | 45' |       |
| ЗХ              | 3  | Сього Танігуті   | 44' |       |
| ПЗ              | 14 | Дзюня Іто        |     |       |
| ПЗ              | 13 | Хідемаса Моріта  |     |       |
| ПЗ              | 17 | Ао Танака        |     | 87'   |
| ПЗ              | 5  | Юто Нагатомо     |     | 46'** |
| НП              | 15 | Дайті Камада     |     | 68'   |
| НП              | 25 | Даідзен Маеда    |     | 62'   |
| НП              | 11 | Такефуса Кубо    |     | 46'*  |
| Заміни:         |    |                  |     |       |
| ПЗ              | 6  | Ватару Ендо      |     | 87'   |
| НП              | 8  | Ріцу Доан        |     | 46'*  |
| НП              | 9  | Каору Мітома     |     | 46'** |
| ЗХ              | 16 | Такехіро Томіясу |     | 68'   |
| НП              | 18 | Такума Асано     |     | 62'   |
| Тренер:         |    |                  |     |       |
| Хадзіме Моріясу |    |                  |     |       |

| ВР          | 23 | Унаї Сімон        |  |       |
| ЗХ          | 2  | Сесар Аспілікуета |  | 46'   |
| ЗХ          | 16 | Родрі             |  |       |
| ЗХ          | 4  | Пау Торрес        |  |       |
| ЗХ          | 14 | Алехандро Бальде  |  | 68'** |
| ПЗ          | 5  | Серхіо Бускетс    |  |       |
| ПЗ          | 9  | Гаві              |  | 68'*  |
| ПЗ          | 26 | Педрі             |  |       |
| НП          | 12 | Ніко Вільямс      |  | 57'*  |
| НП          | 7  | Альваро Мората    |  | 57'** |
| НП          | 21 | Дані Ольмо        |  |       |
| Заміни:     |    |                   |  |       |
| НП          | 10 | Марко Асенсіо     |  | 57'** |
| НП          | 11 | Ферран Торрес     |  | 57'*  |
| ЗХ          | 18 | Жорді Альба       |  | 68'** |
| ЗХ          | 20 | Данієль Карвахаль |  | 46'   |
| НП          | 25 | Ансу Фаті         |  | 68'*  |
| Тренер:     |    |                   |  |       |
| Луїс Енріке |    |                   |  |       |

| Найкращий гравець матчу: Ао Танака (Японія) Помічники судді: Захеле Сівела (Південно-Африканська Республіка) Соуру Фатсоане (Лесото) Четвертий суддя: Саліма Мукансанга (Руанда) Резервні помічники рефері: Ель Гаджі Малік Самба (Сенегал) Відеоасистент арбітра: Фернандо Герреро (Мексика) Помічники відеоасистента арбітра: Армандо Вільярреал (Сполучені Штати Америки) Кайл Аткінс (Сполучені Штати Америки) Аділь Зурак (Марокко) Черговий помічник відеоасистента арбітра: Ніколас Таран (Уругвай) |

### Коста-Рика — Німеччина
До цього німці зіграли лише один матч проти Коста-Рики, який слугував відкриттям Чемпіонату світу з футболу 2006 року, який вони приймали у себе. Німеччина перемогла «Тікос» з рахунком 4:2.
Німеччина виграла з таким же рахунком, хоча їх все одно випередила Іспанія через різницю забитих і пропущених м'ячів (+1 до +6), причому Німеччина вибула з групового етапу вдруге поспіль.
| 1 грудня 2022 21:00 |

| Коста-Рика                | 2 – 4    | Німеччина                                      |
| ------------------------- | -------- | ---------------------------------------------- |
| - Техеда 58' - Варгас 70' | Протокол | - Гнабрі 10' - Гаверц 73', 85' - Фюллькруг 89' |

| Ель-Байт, Ель-Хаур Глядачів: 67 054 Арбітр: Стефані Фраппар (Франція) |

| Коста-Рика | Німеччина |

| ВР                   | 1  | Кейлор Навас      |     |         |
| ЗХ                   | 6  | Оскар Дуарте      | 77' |         |
| ЗХ                   | 19 | Кендалл Востон    |     |         |
| ЗХ                   | 3  | Хуан Пабло Варгас |     |         |
| ПЗ                   | 4  | Кейшер Фуллер     |     | 74'**   |
| ПЗ                   | 5  | Селсо Борхес      |     |         |
| ПЗ                   | 17 | Єльцин Техеда     |     | 90+3'** |
| ПЗ                   | 8  | Браян Ов'єдо      |     | 90+3'*  |
| ПЗ                   | 20 | Брандон Агілера   |     | 46'     |
| НП                   | 12 | Хоель Кемпбелл    |     |         |
| НП                   | 11 | Йоган Венегас     |     | 74'*    |
| Заміни:              |    |                   |     |         |
| НП                   | 7  | Ентоні Контрерас  |     | 90+3'*  |
| НП                   | 9  | Джевісон Беннетт  |     | 74'**   |
| ПЗ                   | 14 | Юстін Салас       |     | 46'     |
| ЗХ                   | 22 | Рональд Матарріта |     | 74'*    |
| ПЗ                   | 24 | Роан Вілсон       |     | 90+3'** |
| Тренер:              |    |                   |     |         |
| Луїс Фернандо Суарес |    |                   |     |         |

| ВР              | 1  | Мануель Ноєр      |  |       |
| ЗХ              | 6  | Йозуа Кімміх      |  |       |
| ЗХ              | 15 | Ніклас Зюле       |  | 90+3' |
| ЗХ              | 2  | Антоніо Рюдігер   |  |       |
| ЗХ              | 3  | Давід Раум        |  | 66'** |
| ПЗ              | 21 | Ілкай Гюндоган    |  | 55'   |
| ПЗ              | 8  | Леон Горецка      |  | 46'   |
| НП              | 10 | Серж Гнабрі       |  |       |
| ПЗ              | 14 | Джамал Мусіала    |  |       |
| НП              | 19 | Лерой Сане        |  |       |
| НП              | 13 | Томас Мюллер      |  | 66'*  |
| Заміни:         |    |                   |  |       |
| ЗХ              | 4  | Маттіас Гінтер    |  | 90+3' |
| НП              | 7  | Кай Гаверц        |  | 66'*  |
| НП              | 9  | Ніклас Фюллькруг  |  | 55'   |
| ПЗ              | 11 | Маріо Гетце       |  | 66'** |
| ЗХ              | 16 | Лукас Клостерманн |  | 46'   |
| Тренер:         |    |                   |  |       |
| Ганс-Дітер Флік |    |                   |  |       |

| Найкращий гравець матчу: Кай Гаверц (Німеччина) Помічники судді: Неуза Бек (Бразилія) Карен Діаз Медіна (Мексика) Четвертий суддя: Саїд Мартінез (Гондурас) Резервні помічники рефері: Вальтер Лопес (Гондурас) Відеоасистент арбітра: Дрю Фішер (Канада) Помічники відеоасистента арбітра: Жером Брізар (Франція) Кетрін Несбітт (Сполучені Штати Америки) Массіміліано Ірраті (Італія) Черговий помічник відеоасистента арбітра: Корі Паркер (Сполучені Штати Америки) |